# Mas Soubeyran
Le Mas Soubeyran est un hameau de la commune française de Mialet, dans le Gard.
Il héberge, dans la maison de l'ancien chef camisard  Pierre Laporte dit « Rolland », le musée du Désert, consacré au protestantisme dans les Cévennes. Symbole et haut-lieu du protestantisme, il accueille chaque année en septembre l'Assemblée du Désert.
À proximité du Mas Soubeyran se trouve la grotte de Trabuc et la bambouseraie de Prafrance. À proximité passe également le GR 70, aussi appelé le chemin de Stevenson.